# 祖谷温泉

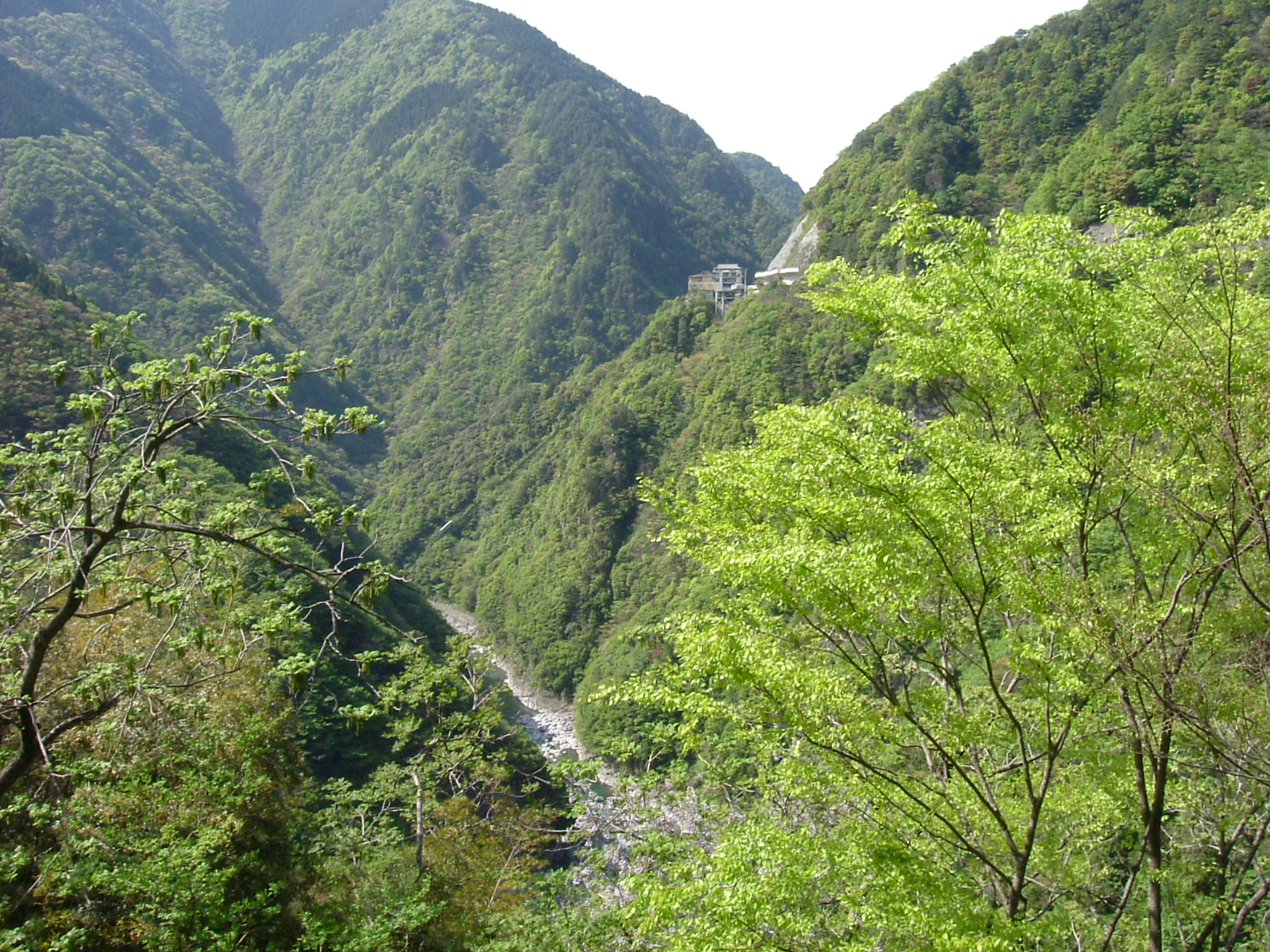
祖谷温泉遠景

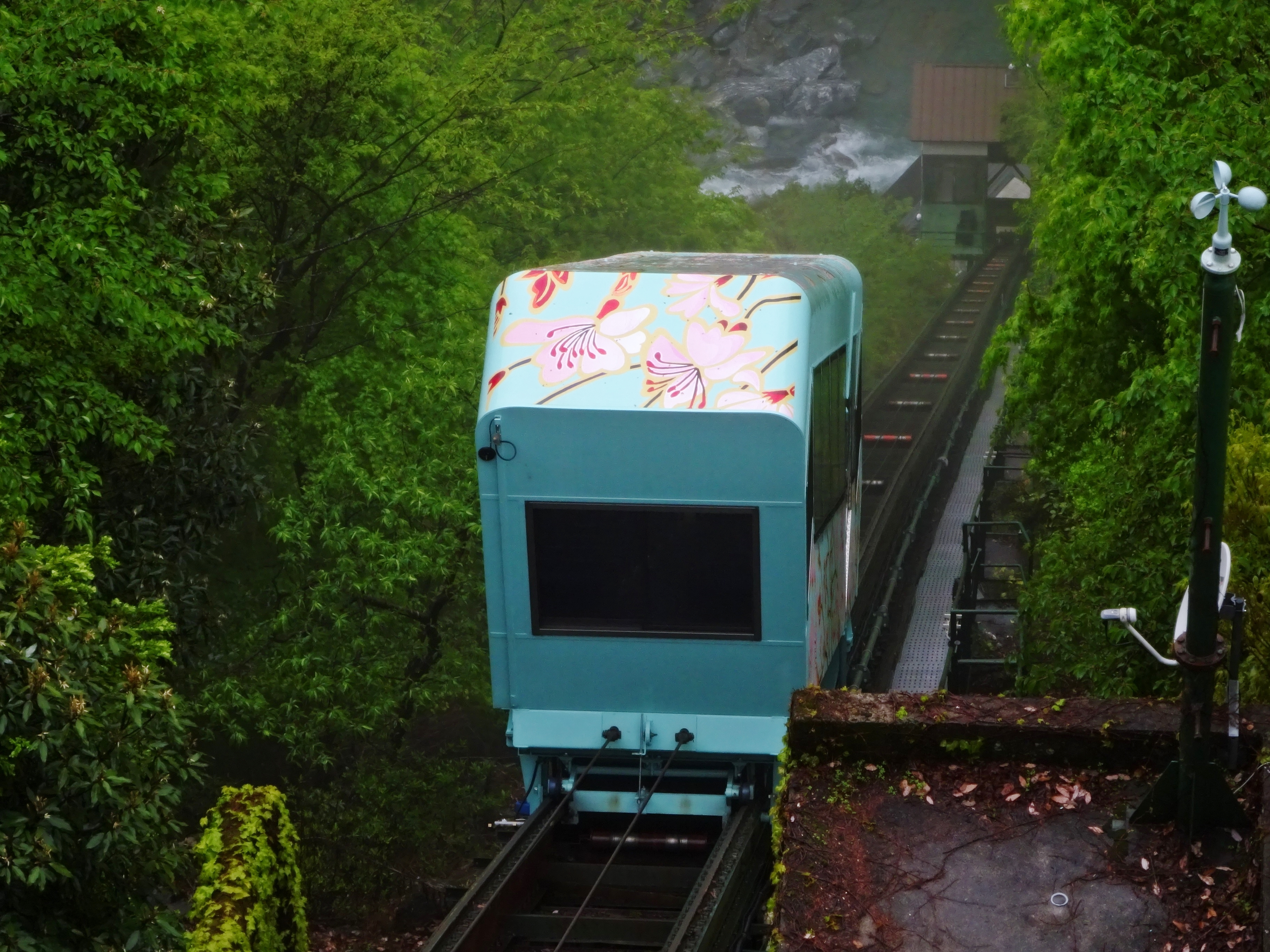
祖谷温泉ケーブルカー（2023年4月）

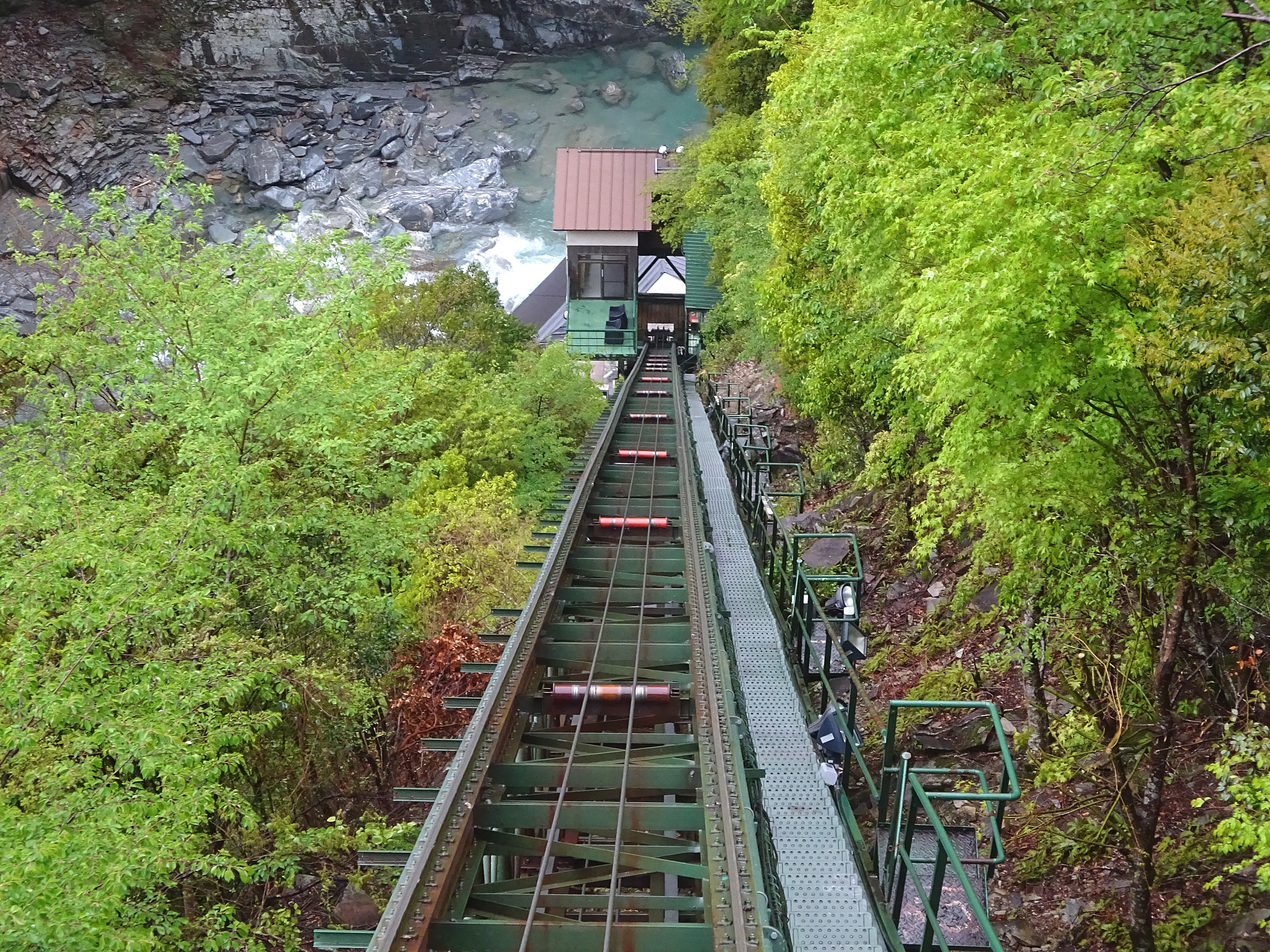
ケーブルカーから温泉場を撮影

祖谷温泉（いやおんせん）は、徳島県三好市（旧国阿波国）の祖谷渓沿いにある温泉。北海道のニセコ薬師温泉、青森県の谷地温泉とともに日本三大秘湯の一つに数えられる。

## 泉質
- アルカリ性単純硫黄温泉[2]（低張性アルカリ性温泉）
  - 源泉温度39.3℃、泉温38.0℃[2]（気温19.9℃）

## 宿泊施設
ホテル祖谷温泉の一軒宿で、日本秘湯を守る会に加盟している。渓流を間近に臨む露天風呂は谷底にあり、ケーブルカーで5分かかって下る。

## 歴史
1965年（昭和40年）に温泉が掘削された。当時の池田町は半額を町が、残りを町民が負担する形で温泉ホテルを建てようとしたが、実現しなかった。結局、民間資本により開発することになり、ホテルが1972年（昭和47年）に完成。1984年（昭和59年）にケーブルカー（9人乗り）設備が設置され、1988年（昭和63年）には15人乗りに、2004年（平成16年）には17人乗りにと、徐々に拡張された。2023年（令和5年）2月22日よりケーブルカーの新車両が稼働した。

## アクセス
JR四国土讃線大歩危駅から四国交通バスで約40分、県道32号沿い。大歩危駅ではホテルによる送迎もある。

## 祖谷渓にある他の温泉
周辺には「祖谷」を冠する温泉が複数あり、「祖谷渓温泉ホテル 秘境の湯」と「湯元新祖谷温泉 ホテルかずら橋」 は旧西祖谷山村に所在する。
祖谷渓は平家の落人伝説が伝えられる場所で、逃れてきた平氏がこの地で入湯したとされる。また旧西祖谷山村村域の田丸には「風呂の谷」という名の谷川がある。これは江戸時代後期の文化年間まで温泉が湧き、住民が皮膚病の治療に利用していたことに由来する名称であるが、安政の大地震以降は湧出しなくなったという。
1920年（大正9年）5月、風呂の谷の岩盤から温泉が湧き出しているのが見つかり、瓶に詰めた温泉水や、附近にあった硫黄の付着した水苔などが鑑定に出されたが、特に進展はなかった。1925年（大正14年）5月には四国水力電気が出合発電所用に掘削していたトンネルから温水が噴出、朝鮮から来た坑夫がこの温泉に入浴した。三縄村出合でこの温泉を開発しようとする動きが起きたが、資金が集まらず実現しなかった。